# 松尾観音寺

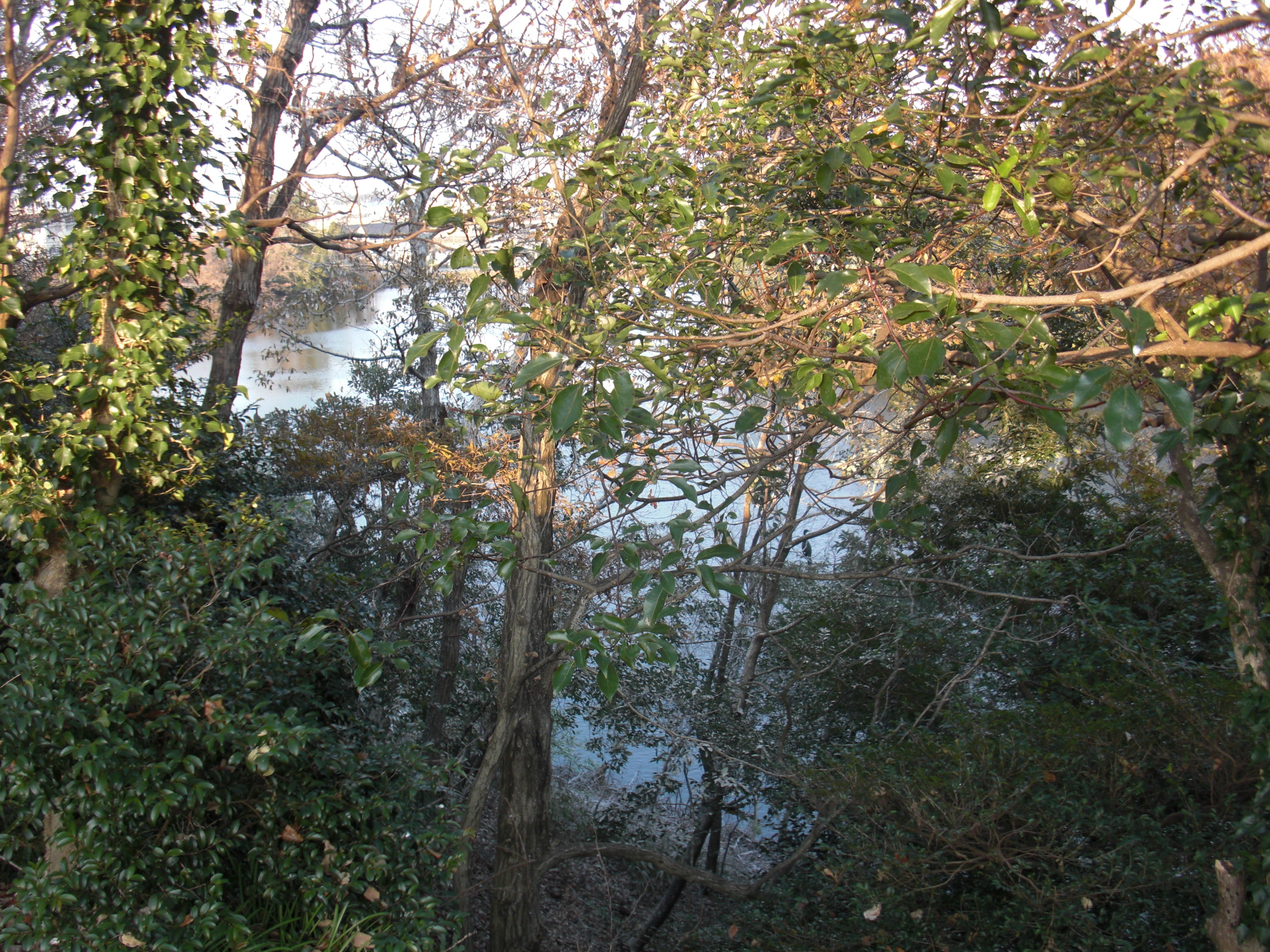
龍神伝説のある二ツ池

松尾観音寺（まつおかんのんじ）は、三重県伊勢市にある単立寺院。
「日本最古の厄除観音」とされ、厄除けの寺院として伊勢市及びその周辺地域の住民に親しまれ、「初午大祭」には多くの参拝客で賑う。

## 概要
伊勢市街地の東側、倉田山と呼ばれる緩やかな丘陵地に位置する。平時の境内は静けさが保たれ、近くには夫婦龍神伝説のある二ツ池がある。厄除開運のみならず、縁結びにも利益（りやく）があるという。
本山も末寺も檀家も持たず、既成宗派にも属さない特異な形態の祈願寺となっている。
行基作と伝わる十一面観音を本尊とし、本尊を安置する本堂は、般若心経1万巻を納めた青銅製の擬宝珠を屋根に戴く。拝観時間は8時から16時まで。

## 歴史
寺伝によれば、712年（和銅4年）行基の開創とされ、伊勢神宮へ参拝に訪れた行基が、自ら十一面観音像を刻んで本尊としたという。その後は伊勢国司の北畠氏や北畠一族の木造氏によって庇護を受けた。

## 龍神伝説
応永10年5月4日（ユリウス暦：1403年5月24日）、本堂から出火すると近くの二ツ池から雌雄の龍が現れ、雄の龍が火の中から十一面観世音を救出し、雌の龍が水を吹きかけて消火活動を行った。大火から龍神が観音を守ったとの伝説から、毎月末には僧侶が龍神の好物という酒と卵を供える。この伝説をきっかけに、伊勢の写真家・中野晴生は北海道から沖縄県まで全国50の湖沼とそれにまつわる説話を集め、写真集『湖沼の伝説』を新潮社から2000年（平成12年）に出版した。
1982年（昭和57年）、上記の龍神伝説にちなみ、紅白のキリシマツツジ300本を龍の形に植えた。毎年春に先行して咲く赤い花を追うように白い花が咲く。
2006年（平成18年）頃には本堂の床板から龍のような模様が発見され、参拝者の間で「一目見て、触れると願いが叶う」などと話題となり、新たな龍神伝説が生まれた。

## 行事
毎月18日が縁日であり、この日には「観音市」が開かれる。観音市は地元有志で作る十八会が主催する。出展者の手作りの品を販売する「手作り市」や骨董市を同時開催することがある。

### 初午大祭
松尾観音寺が最も賑う祭りであり、厄除けのために6万人超の人が訪れる。毎年3月の初午の2日間催行され、露店も多数出店する。特に災いを弾き去るという「猿はじき」(縁起物の玩具)を買い求める人が多く見られる。また、「身に付けているものを1つ落としていくと、厄を落とすことができる」という信仰から、ハンカチを置いていく参拝者が見られる。
境内では奉納演奏、福引きなども行われ、何本もの幟が祭りの雰囲気を盛り上げる。祭りの間に執り行われる厄払いは、1年でこの時のみの特別な秘法で行われる。

### 百万遍念仏大連珠繰り
毎年8月9日に百万遍念仏が行われている。『伊勢市史第八巻』によれば、参拝客は伊勢市や鳥羽市の人が多いが、伊勢市内で百万遍念仏が行われていることはあまり知られていないという。

## 交通
公共交通利用の場合、JR参宮線・近鉄山田線 伊勢市駅または近鉄山田線・鳥羽線 宇治山田駅より、イオン伊勢店行きに乗車、「松尾観音」停留所下車、徒歩5分である。
自家用車利用の場合、伊勢自動車道 伊勢ICより国道23号を北上し、2つ目の交差点（松尾観音前交差点）を左折し、少し行くと到着する。駐車場は倉田山公園のものが利用可能。